# Hewlett-Packard

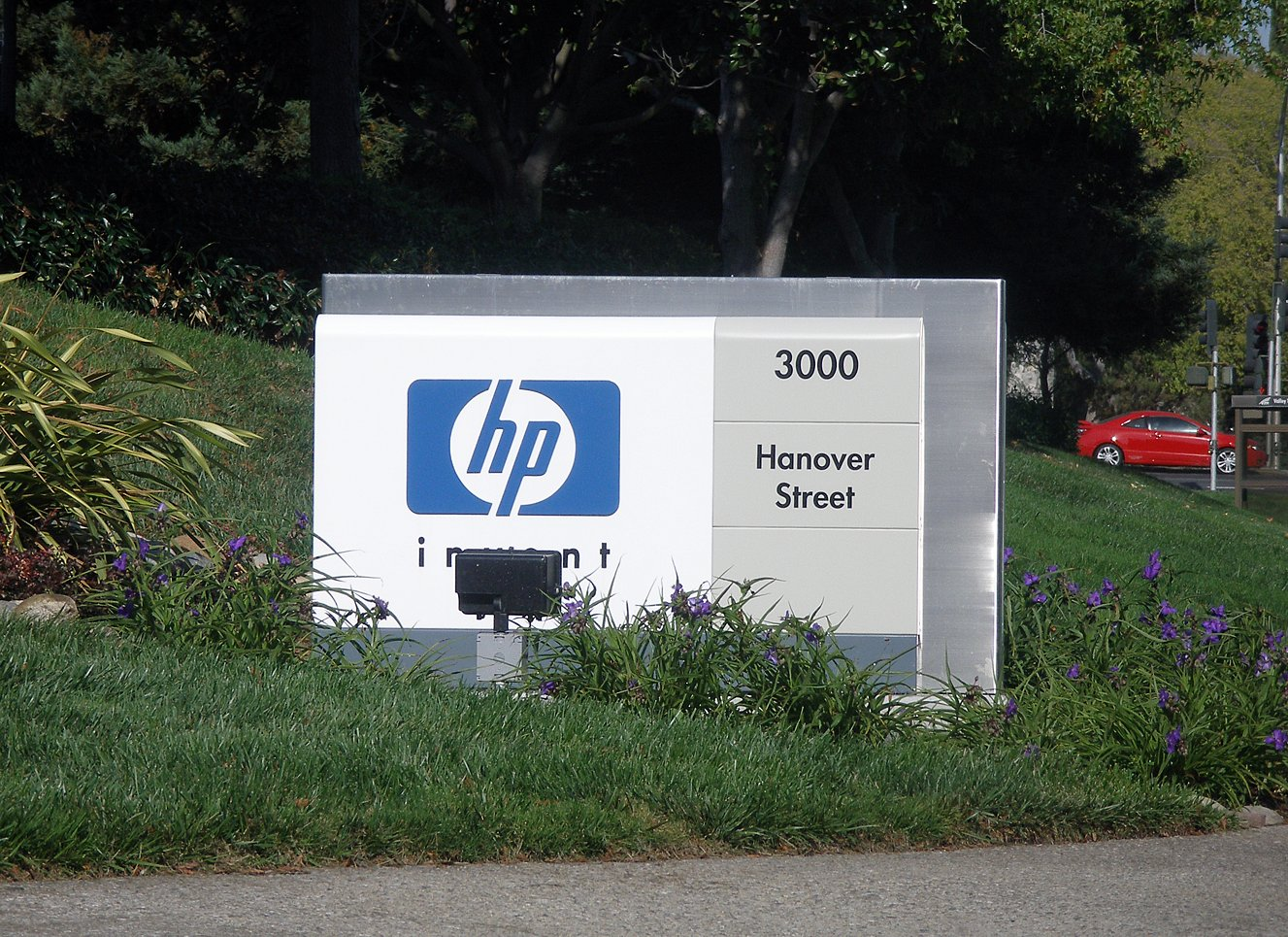
Hewlett Packard. Intrarea principală

Compania Hewlett-Packard (NYSE), cunoscută și sub numele de HP, este o companie de IT cu sediul în Palo Alto, California, SUA. Compania este specializată în producerea calculatoarelor personale, laptopuri, servere, imprimante, produse soft etc.
În 2006 compania a înregistrat încasări de 91,7 miliarde de USD, comparativ cu 91,4 miliarde la IBM, acest lucru a reflectat că HP este cel mai mare furnizor global de tehnologii. În 2007, veniturile au constituit 104 miliarde dolari SUA, acest lucru însemnând că HP este prima companie IT din istorie care a raportat venituri mai mari de 100 de miliarde de dolari SUA.
HP este cel mai mare vânzător din lume de calculatoare personale de tip PC, depășindu-l pe rivalul său DELL, în conformitate cu cercetările companiilor Gartner și IDC. În ianuarie 2008 s-a raportat că la sfârșitul anului 2007 decalajul dintre HP și DELL s-a mărit substanțial, HP depășind DELL cu 3,9% la cota parte a pieței de desfacere. HP de asemenea ocupă locul 5 în topul celor mai mari companii globale de producere de software.
În anul 2010, HP deținea 32,6% din piața mondială de servere.

## Istoria companiei

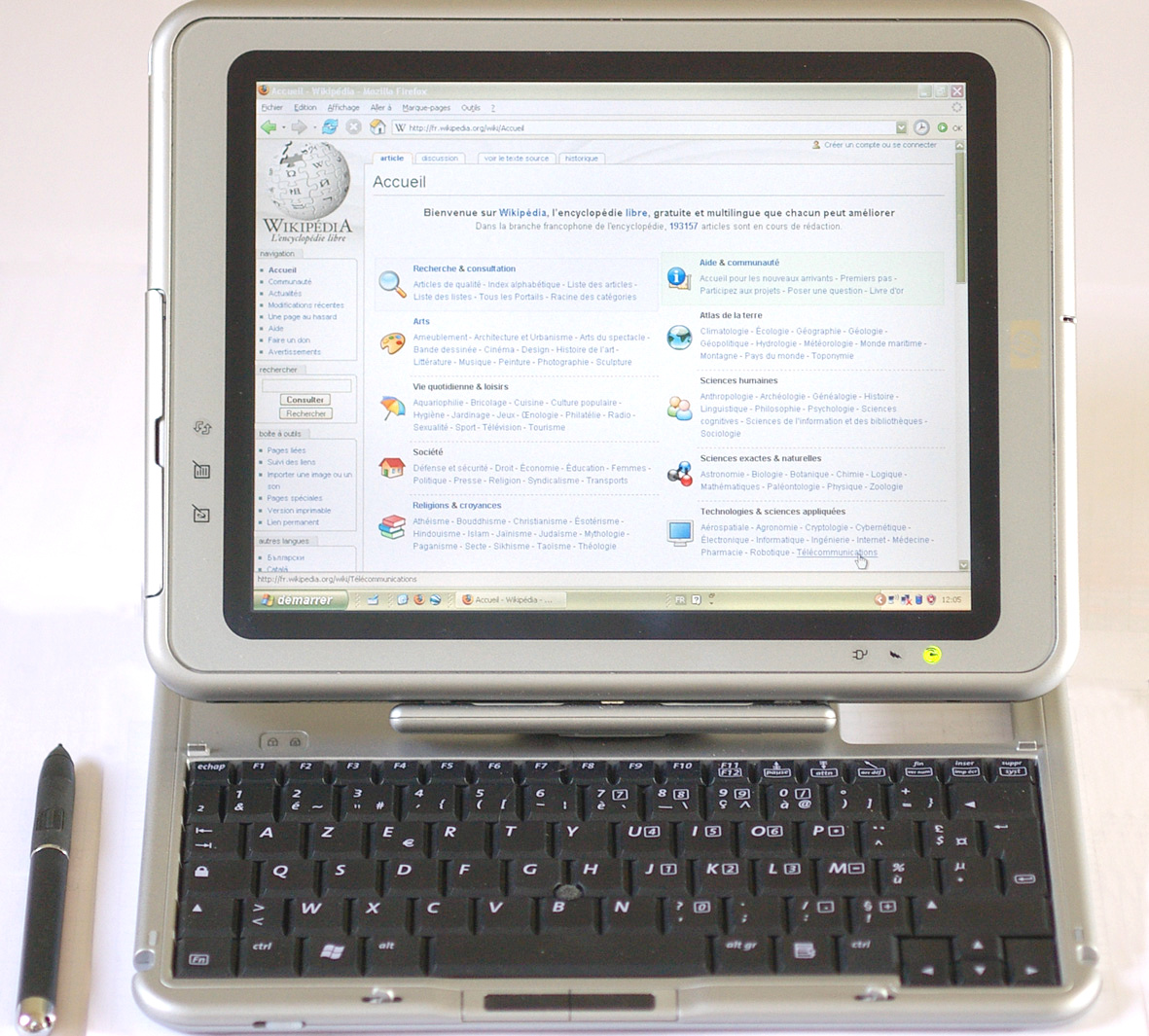
Tableta HP TC-1100, lansată în 2004.

William (Bill) Hewlett și David (Dave) Packard - ambii au absolvit ingineria electrică la Universitatea Stanford în 1934. Compania a început într-un garaj, în apropiere de regiunea Palo Alto, în timpul unei prietenii pe care au avut-o cu fostul lor profesor Frederick Terman. Terman a fost considerat un mentor pentru cei doi studenți, pe care i-a ajutat să creeze compania Hewlett-Packard.
Parteneriatul a fost oficiat la 1 ianuarie 1939 cu o investiție de 538 dolari. Hewlett și Packard au aruncat o monedă petru a decide cum va fi numită compania Hewlett-Packard sau Packard-Hewlett. Packard a câștigat la aruncarea monedei, dar totuși și-a numit întreprinderea de fabricație electronică "Hewlett-Packard Company".
HP a devenit corporație la data de 8 august 1947, și companie pe acțiuni la 6 noiembrie 1957.
Dintre numeroasele lor proiecte, primul lor succes financiar a fost un oscilator de precizie, modelul HP200A. Inovația lor a fost de a folosi un bec cu incandescență ca rezistor dependent de temperatură într-o parte critică a circuitului. Acest lucru le-a permis să vândă oscilatorul la prețul de 54,40 $ SUA, în timp ce concurenții lor vindeau oscilatoare mai puțin stabile cu 200 $. Modelul 200 a fost produs până în 1972 ca modelul 200AB, încă pe bază de tuburi, dar a fost îmbunătățit semnificativ pe parcursul anilor. La 33 de ani de la fondare acesta a fost probabil cel mai mare interval de vânzare a unui dispozitiv electronic.
Unul dintre primii clienți ai companiei a fost Walt Disney, care a procurat opt oscilatoare de tip 200B la prețul de 71,50 USD pe bucată, pentru a le utiliza la certificarea sistemului de sunet surround "Fantasound", instalat în cinematografe pentru filmul Fantasia.

## Tehnologii și produse
HP are linii de înaltă tehnologie în producerea de imprimante, scanere, camere digitale, calculatoare, PDA-uri, servere, stații de lucru , computere pentru uz casnic și pentru întreprinderi mici ; multe dintre computere au venit de la fuziunea din 2002 cu Compaq. Azi HP se promovează ca fiind o companie care se ocupă nu numai furnizarea de hardware și software, dar și o gamă completă de servicii pentru proiectarea, implementarea și suportul pentru infrastructura informațională.
Cele trei segmente de afaceri: Întreprinderi de stocare și servere (SSE), HP Services(R) (HPS), și HP Software(R) sunt structurate pe lângă Technology Solutions Group (TSG).

## Grupul de imagistică și imprimare (Imaging and Printing Group)

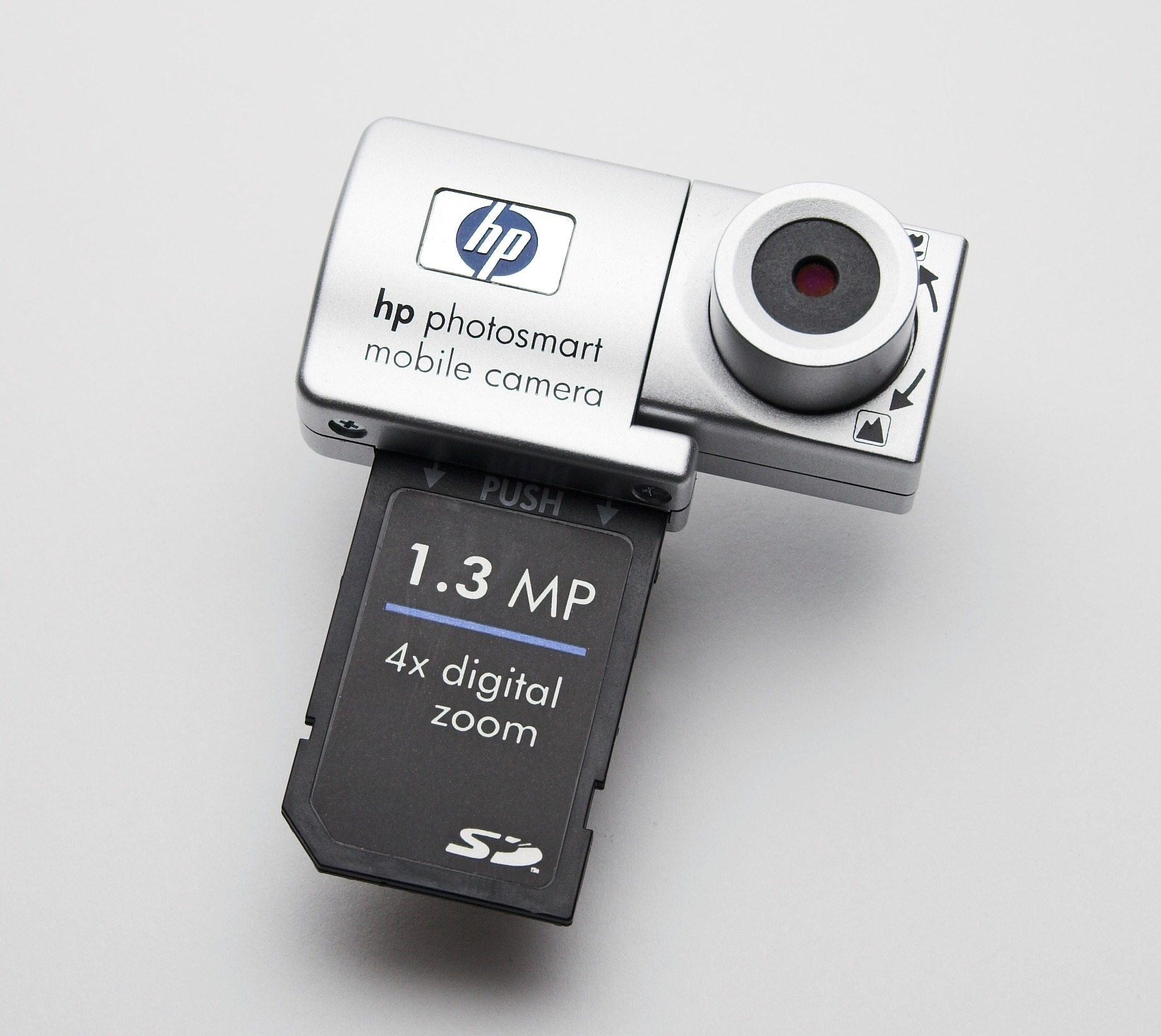
Cameră digitală cu interfață SDIO

Conform declarațiilor companiei HP în anul 2005, grupul sus menționat este lider mondial în furnizarea sistemelor de imprimare și imagistică pentru imprimante, consumabile și dispozitive de scanare, oferind soluții pe segmente individuale începînd de la consumatori simpli, reprezentanții businessului mic și mijlociu până la întreprinderi mari. Această diviziune în prezent este condusă de către Vyomesh Joshi.
Produsele și tehnologiile asociate cu grupul de imagistică și imprimare includ:
- Imprimante InkJet și LaserJet, consumabile și produse conexe
- Linia de dispozitve multifuncționale OfficeJet imprimantă/scaner/fax
- Imprimante pentru formate mari
- Indigo Digital Press
- Produse software pentru gestionarea imprimantelor HP Web JetAdmin
- Tehnologia de înregistrări optice LightScribe care creează etichete pentru compact discuri
- Camere digitale și imprimante foto HP PhotoSmart

## Grupul de sisteme personale (Personal Systems Group)

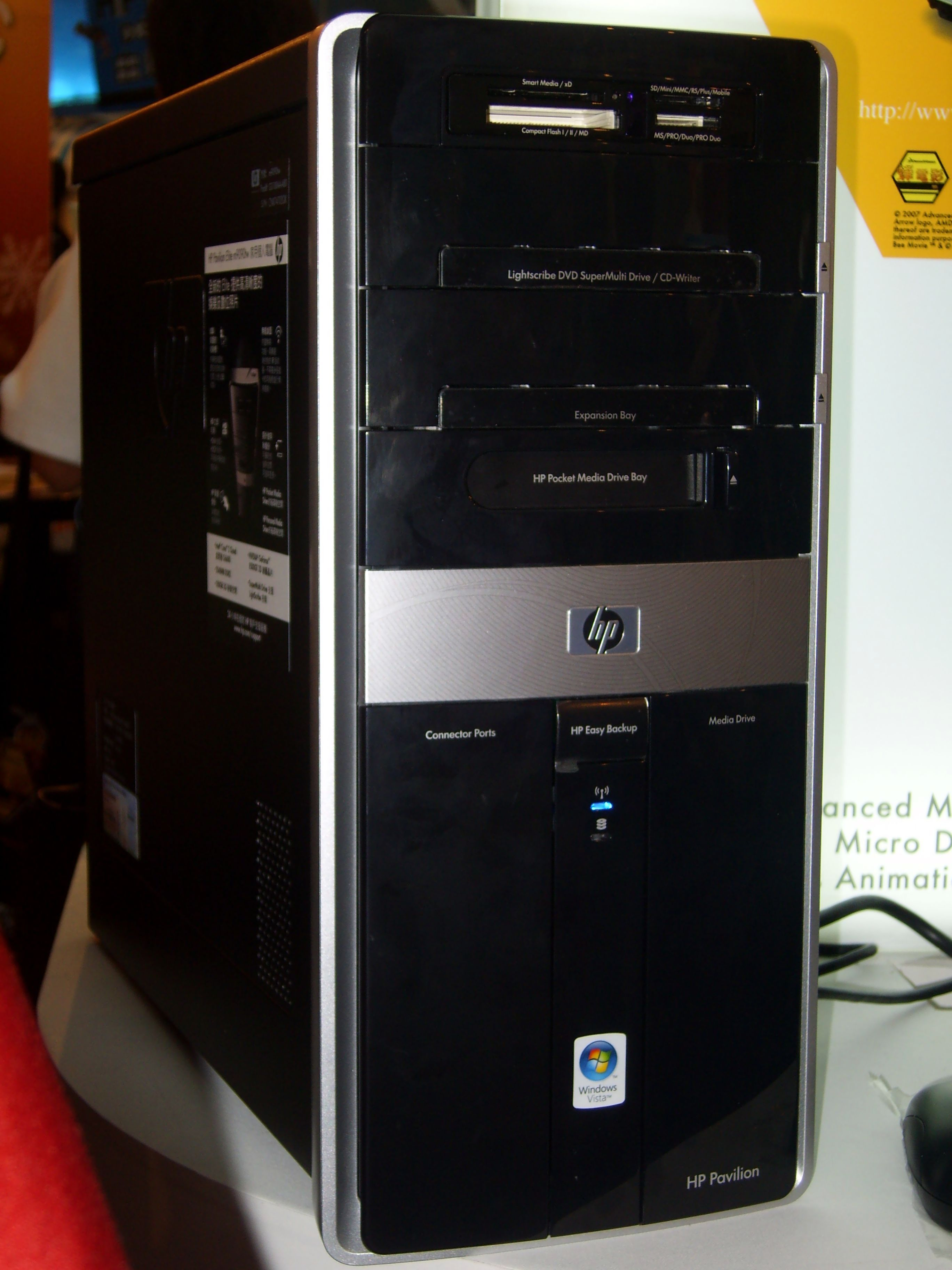
Bloc de sistem HP Pavilion Slimline a6036

Grupul sus menționat afirmă că este în topul companiilor care distribuie calculatoare personale bazate pe unitățile exportate și veniturile anuale.
Produsele/serviciile ale Grupului de sisteme personale includ:
- Calculatoare și accesorii de clasa business
- Consumabile pentru PC-uri și accesorii cum ar fi HP Pavilion, Compaq și seriile de calculatoare Vodooo
- Stații de lucru pentru sisteme de operare Unix,Windows,Linux
- Calculatoare de buzunar cum ar fi iPAQ
- Servere de stocare a datelor pentru uz casnic

## Rezultate financiare
Cifra de afaceri în 2007: 107,7 miliarde USD

## HP în România
Compania deține un centru de servicii GeBOC (Global eBusiness Operations Center) în București, începând cu anul 2005.
În noiembrie 2010, compania avea 2.500 de angajați în România, din totalul de 300.000 de angajați pe plan mondial.
În anul 2005, HP deținea primul loc pe piața de calculatoare și servere din România, având o cotă de piață de 11,3%.
În decembrie 2015, Consiliul Concurenței a sancționat compania Hewlett-Packard România cu amendă de 2,96 milioane lei (aproximativ 665.000 de euro) pentru abuz de poziție dominantă.
Număr de angajați:
- 2011: 3.100[9]
- 2010: 2.500[5]
- 2005: 100[5]

Cifra de afaceri:
- 2009: 88 milioane euro[5]
- 2007: 55,6 milioane euro[10]
- 2004: 34,1 milioane dolari[11]
- 2003: 32,9 milioane dolari[11]

Profit net:
- 2009: 17 milioane euro[5]
- 2007: 8,3 milioane euro[10]